# Julian Assange: dall'etica hacker a Wikileaks
Julian Assange: dall'etica hacker a Wikileaks è un volume a fumetti del genere graphic journalism scritto da Dario Morgante e disegnato da Gianluca Costantini, pubblicata da BeccoGiallo nel 2011. Il volume ricostruisce la vicenda di WikiLeaks e di Julian Assange. Nel 2011 è stata inaugurata una mostra temporanea delle tavole originali del fumetto al Palazzo Sforza di Cotignola. Un'altra mostra di tavole originali si è tenuta a Ferrara nel 2013 in occasione del Festival di Ferrara. Viene riconosciuta come uno dei migliori esempi di graphic journalism.